# Douglas Yates
Douglas Yates est un spécialiste en science politique américain, résidant à Paris. C'est un expert de la politique africaine et de l'industrie du pétrole, connu pour ses développements de la théorie de l'État rentier. Il a écrit ou co-écrit plusieurs livres sur le sujet.

## Biographie
Douglas Yates est né à Hollywood en 1964. Il obtient son PhD en science politique à l'université de Boston en 1994 et vient s’établir à Paris en 1996. Il est depuis devenu un expert du néo-colonialisme et de l'industrie pétrolière en Afrique. Il a écrit ou co-écrit plusieurs ouvrages sur ce sujet, notamment The Scramble for African Oil (La ruée sur le pétrole africain) et The Rentier State in Africa (L'État rentier en Afrique).
Il a collaboré avec les services régionaux en Afrique du département d'État des États-Unis, pour les programmes de promotion de la démocratie, voyageant dans divers pays africains pour des missions de formation pour des employés gouvernementaux chargés des élections, des membres de la presse et des juristes. Il est aussi un contributeur régulier à CNBC, France 24 et Al Jazeera.
Douglas Yates est actuellement (2025) professeur de Common law à l'université de Cergy-Pontoise et enseignant en relations internationales et en politiques africaines à l'American Graduate School in Paris et à l'American University of Paris.

## Œuvres
- (en) Douglas A. Yates, The Scramble for African Oil : Oppression, Corruption and War for Control of Africa's Natural Resources, Londres, Pluto Press, 2012, 256 p. (ISBN 978-0-7453-3045-7)
- (en) Douglas A. Yates, The French Oil Industry and the Corps des Mines in Africa, Trenton/Amsara, African World Press, 2009, 259 p. (ISBN 978-1-59221-667-3)
- (en) Douglas A. Yates et David E. Gardinier, Historical Dictionary of Gabon, Lanham, Scarecrow Press, 2006, 3e éd., 455 p. (ISBN 978-0-8108-4918-1)
- (en) Douglas A. Yates, Oil Policy in the Gulf of Guinea : Security & Conflict, Economic Growth, Social Development, Bonn, Friedrich Ebert Stiftung, 2004 (ISBN 978-3-89892-270-8)
- (en) Douglas A. Yates, The rentier state in Africa : oil rent dependency and neocolonialism in the Republic of Gabon, Trenton/Amsara, African World Press, 1996, 249 p. (ISBN 0-86543-521-9)

## Sources
- (en) « Douglas Yates », sur aup.edu, The American University of Paris (consulté le 9 janvier 2015)
- (en) « Douglas Yates, Ph.D. », sur ags.edu, American Graduate School in Paris (consulté le 9 janvier 2015)
- (en) « Douglas Yates, Professor at the American University of Paris and Author of 'The Scramble for African Oil' » [vidéo], sur france24.com, France 24 (consulté le 9 janvier 2015)
- (en) « The Scramble for African Oil: Oppression, Corruption, and War for Control of Africa’s Natural Resources », sur foreignaffairs.com, The Council on Foreign Relations, septembre-octobre 2012 (consulté le 9 janvier 2015)